# Dateo (metropolitana di Milano)
Dateo è una stazione della linea M4 della metropolitana di Milano.

## Storia
Il 19 gennaio 2015 sono state consegnate le aree per un successivo inizio dei lavori al consorzio di imprese che avrebbe realizzato l'opera.
Il 23 agosto 2015 sono iniziati i lavori di costruzione veri e propri, con la modifica della viabilità di superficie.
Il 26 novembre 2022 è stata inaugurata e aperta al pubblico; è stata capolinea provvisorio della linea fino al 4 luglio 2023, quando è stata inaugurata la tratta fino a San Babila.
Situata a circa 32 metri di profondità, ad un livello inferiore di quello della linea del passante ferroviario, all'atto della sua apertura è diventata la stazione più profonda della metropolitana di Milano, primato detenuto dalla fermata Lotto della linea M5 dal 2015 fino ad allora e dalla fermata Duomo della linea M3 dal 1990 al 2015.

## Interscambi
La stazione consente l'interscambio con la stazione di Milano Dateo, servita dalle linee S1, S2, S5, S6 e S13 del servizio ferroviario suburbano di Milano. I due mezzanini sono collegati da un breve corridoio.
Nelle vicinanze della stazione effettuano fermata anche alcune linee urbane di superficie, filoviarie e automobilistiche, gestite da ATM.
- Stazione ferroviaria (Milano Dateo)
- Fermata filobus (Dateo M4, linea 92)
- Fermata autobus

## Servizi
La stazione dispone di:
- Accessibilità per portatori di handicap
- Ascensori
- Scale mobili
- Emettitrice automatica biglietti
- Stazione videosorvegliata
- Servizi igienici

## Galleria d'immagini

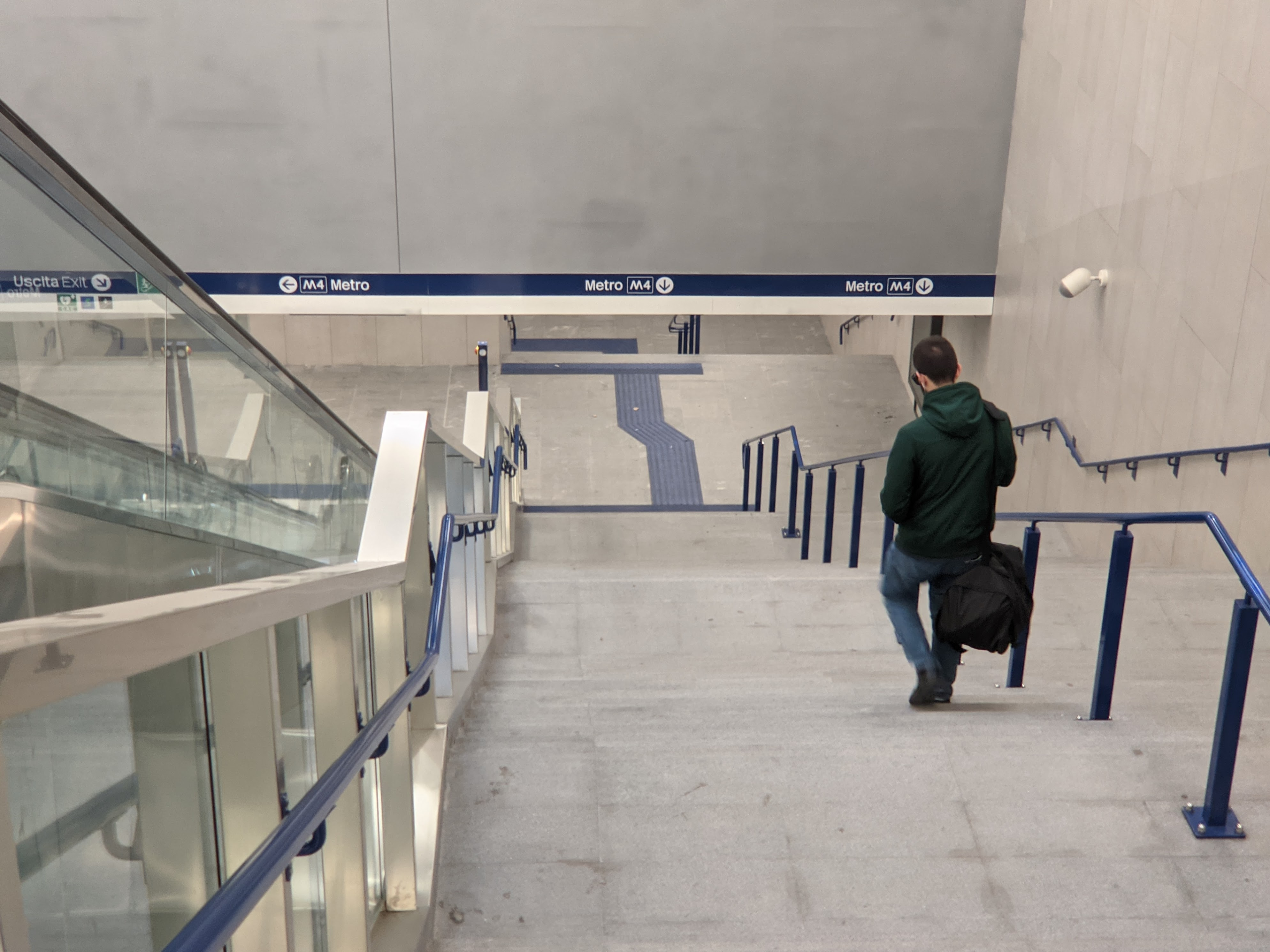
Il collegamento tra la stazione e la stazione di Milano Dateo
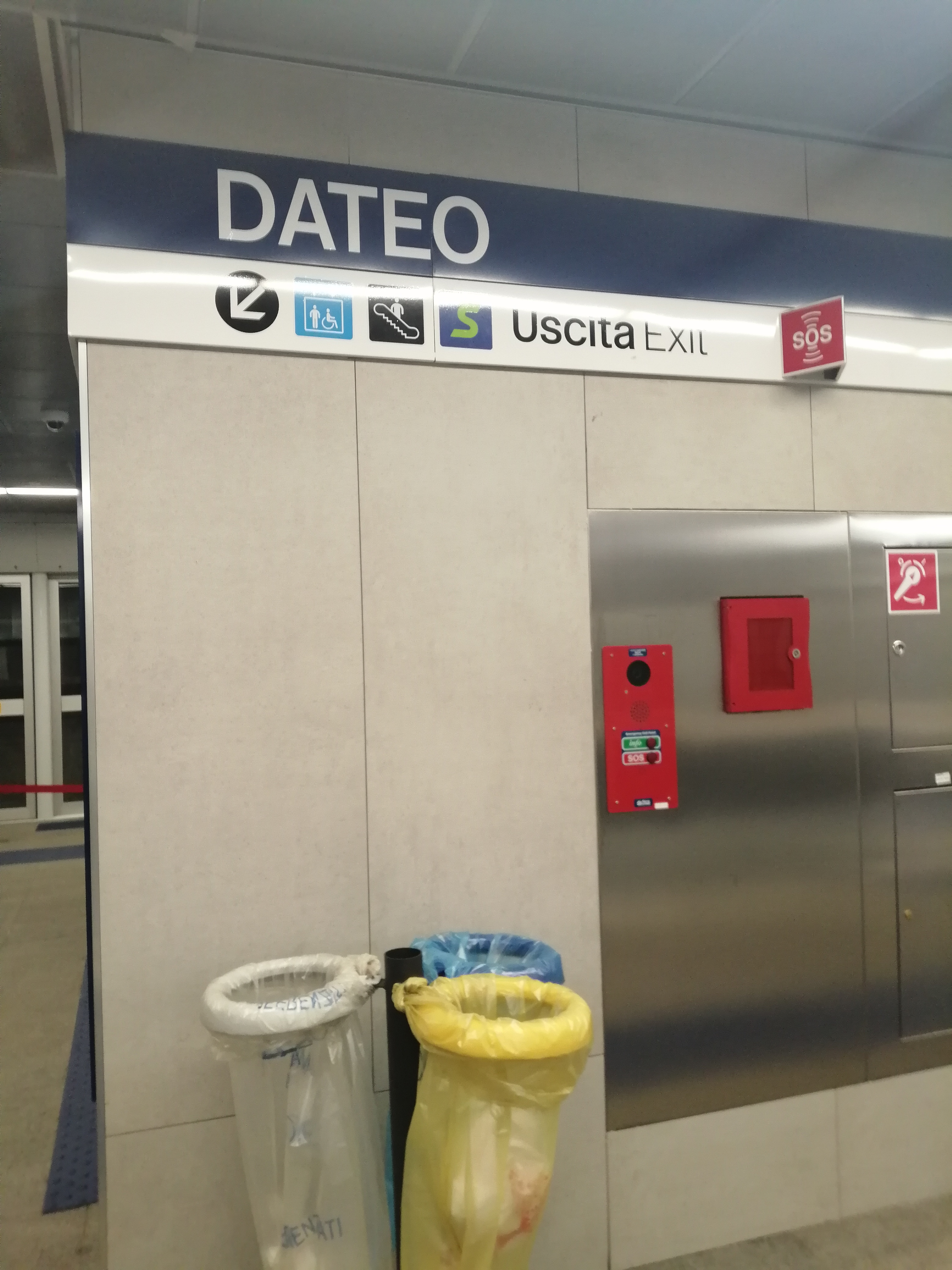
Parete del piano banchina